# Дару (город)
Дару (англ. Daru) — город в южной части Папуа — Новой Гвинеи, в Западной провинции страны.

## География
Расположен на одноимённом острове в Торресовом проливе, близ южного побережья острова Новая Гвинея, недалеко от устья реки Флай.

## Население
По данным на 2013 год численность населения города составляла 20 053 человека.
Динамика численности населения города по годам:
| 1980  | 1990  | 2000   | 2013   |
| ----- | ----- | ------ | ------ |
| 7 127 | 8 490 | 12 879 | 20 053 |